# Bilal Kılıç
Bilal Kılıç (* 10. September 1995 in Eleşkirt) ist ein türkischer Fußballspieler.

## Karriere
Kılıç begann mit dem Vereinsfußball in der Nachwuchsabteilung von Kayseri Erciyesspor. Im Sommer 2011 wurde er mit einem Profivertrag ausgestattet, hier aber entweder für die Reservemannschaft des Vereins oder wurde an Vereine der unteren Ligen ausgeliehen. Erst mit der Saison 2015/16 wurde er im Profikader behalten Kayseri Erciyesspor und eingesetzt.